# Sonda gastrica per nutrizione
Una sonda gastrica per nutrizione è un dispositivo medico usato per provvedere alla nutrizione artificiale di pazienti che non sono in grado o rifiutano di nutrirsi mangiando normalmente (es. sciopero della fame). La condizione di esser nutriti con una sonda gastrica è chiamata nutrizione enterale o nutrizione con sonda gastrica. La sonda gastrica può essere temporanea, per il trattamento di stati acuti, per tutta la vita in caso di patologie croniche. Molti pazienti trattati usando la sonda gastrica non hanno la possibilità di sopravvivere senza tale tecnica.
Nella pratica medica sono utilizzati vari tipi di sonde per nutrizione gastrica. Esse sono di solito costituite da poliuretano o silicone. Il diametro della sonda è misurato in unità francesi (ogni unità equivale a 0,33 mm). Sono classificate per sito di localizzazione e per tipo di utilizzo.
Sonde per nutrizione possono essere usate per la nutrizione forzata di prigionieri in sciopero della fame, un uso controverso spesso considerato tortura.
La World Medical Association vieta la nutrizione forzata di chi è in sciopero della fame (tranne in caso di coma o problemi mentali) tramite la Dichiarazione di Tokyo (1975) e la Dichiarazione sullo sciopero della fame (1991).
Sonde sono anche usate nella nutrizione forzata di animali, come l'anatra e l'oca, per produrre foie gras.

## Sonda nasogastrica

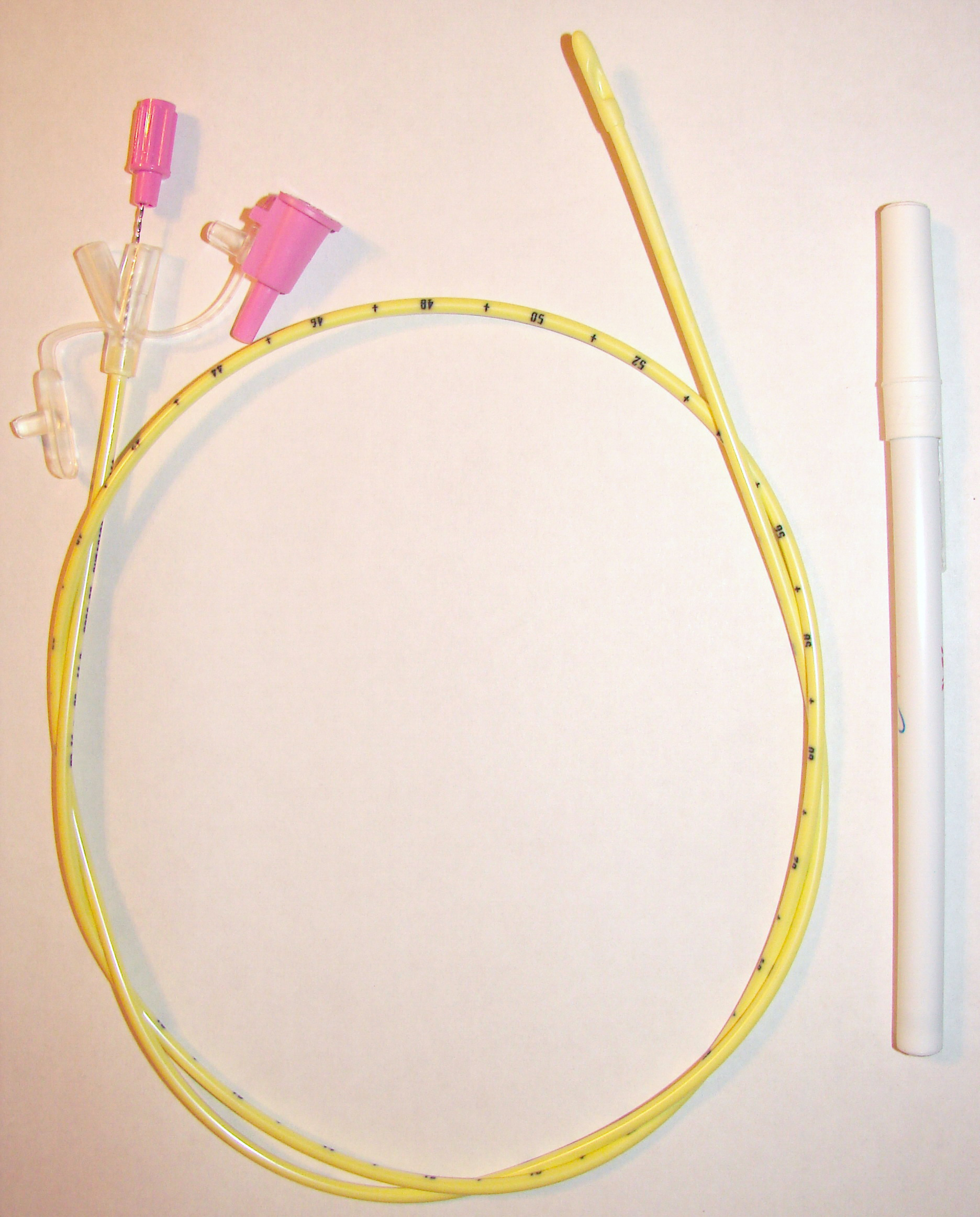
Sonda nasogastrica

Una sonda nasogastrica  è un tubicino, introdotto in una narice del naso, attraverso la faringe, l'esofago e dentro lo stomaco.
È impiegata soltanto per un breve periodo di tempo, perché è fastidiosa e tende ad essere rimossa dal paziente. Essa è usata per l'aspirazione gastrica (decompressione gastrica), e per la somministrazione di medicamenti a coloro non capaci a deglutire. Un tipo leggermente più flessibile e sottile è usato per la nutrizione enterale e idratazione sia nei pazienti che non possono mangiare normalmente che in quelli con gravi difficoltà nella deglutizione che potrebbero portare a polmonite se tentassero di mangiare. Le sonde nasogastriche, oltre che per gli scopi di alimentazione e decompressione, sono utilizzate per irrigazione mediante la lavanda gastrica (se è necessario un grosso calibro vengono invece utilizzate quelle orogastriche) e a scopo diagnostico, per l'analisi del contenuto gastrico.
Sonde nasogastriche sono il tipo usato per la nutrizione forzata dei detenuti.
La difficoltà nella deglutizione è spesso causata da accidenti cerebrovascolari (ictus), può anche essere dovuta a ostruzioni causate per esempio dalla crescita di tumori del cavo orale e dell'esofago.
L'utilizzo della sonda nasogastrica per la cura di obesità e sovrappeso è stato proposto e sperimentato dal prof. Gianfranco Cappello, responsabile dell'Unità Operativa Regionale per la Nutrizione Artificiale Domiciliare del Policlinico Umberto I di Roma, con il nome di nutrizione chetogena, conosciuta anche come "dieta del sondino".
Essa dovrebbe essere seguita esclusivamente da centri specializzati che conoscono e seguono dettagliatamente tale protocollo in cui si mette in pratica un digiuno forzato di 8-10 giorni dove è possibile ingerire esclusivamente liquidi.
Successivamente il paziente viene seguito per una ri-educazione alimentare e il mantenimento del peso acquisito, in prospettiva, in caso di necessità, di un'altra sessione di dieta del sondino.
Tale metodica ha suscitato lo scetticismo di medici e nutrizionisti, cionondimeno ha avuto un discreto successo ed è arrivato agli onori delle cronache. Nel 2011, l'allora Ministro della Sanità, Ferruccio Fazio, sollecitato da una nota degli specialisti di sei grandi società scientifiche di nutrizione (Adi, Sinpe, Sinu, Sinupe, Sio e Sisa), aveva chiesto un parere del Consiglio superiore della sanità.
Le principali sonde utilizzate per via nasogastrica sono:
- Sonda di Levin: è la sonda naso-gastrica-duodenale più utilizzata, a lume singolo. È realizzata in poliuretano, lattice o polivinilcloruro (PVC). Il calibro è misurato mediante la Scala French. Se utilizzata a scopo nutrizionale, per la nutrizione enterale (un tipo di nutrizione artificiale), la sonda deve avere un calibro compreso fra i 6 ed i 12 French (per l'adulto). Questa viene anche detta a lume piccolo o small bore. Quando invece è utilizzata a scopo decompressivo, per ridurre la pressione intraaddominale ed intratoracica, con la rimozione mediante aspirazione di secrezioni e gas, deve avere un calibro maggiore di 12 French, solitamente tra i 16 ed i 18 French, detta anche sonda large bore.
- Sonda di Salem: è un tipo di sondino naso-gastrico dotato di due vie (a doppio lume), utilizzato per la decompressione gastrica, detto anche sondino ad imbuto per la forma particolare. È di materiale plastico trasparente, della lunghezza di circa 120 cm, ha un calibro misurato secondo la Scala French, compreso fra i 12 ed i 18 French. I due lumi hanno una diversa utilità: con quello di calibro maggiore vengono aspirate le secrezioni ed i gas contenuti nello stomaco, con quello di calibro minore viene permesso l'ingresso di aria a pressione atmosferica. Il circolo dell'aria all'interno e fuori dalla sonda consente di minimizzare l'irritazione gastrica associata con la pressione di aspirazione.

## Sonda da esofagostomia
La sonda da esofagostomia è inserita attraverso un'incisione nel lato del collo nell'esofago e diretta nello stomaco. Essa è impiegata raramente nell'uomo, ma è comunemente usata nella pratica veterinaria per alimentare animali con danni alla mascella che impediscono la masticazione.
Una sonda gastrica per nutrizione è un tubicino inserito attraverso una piccola incisione nell'addome nello stomaco ed è utilizzata per nutrizioni a lungo termine. Il tipo più comune è la gastrostomia endoscopica percutanea (PEG) sonda. È posizionata endoscopicamente: il paziente è sedato, e un endoscopio è condotto attraverso la bocca e l'esofago nello stomaco; la posizione dell'endoscopio può essere visualizzata sulla superficie dell'addome del paziente perché contiene una forte sorgente di luce. Un ago è inserito dall'addome e visualizzato entro lo stomaco grazie all'endoscopio, mediante il quale un filo da sutura passato attraverso l'ago viene afferrato e tirato attraverso l'esofago, lo stomaco e all'esterno attraverso la parete addominale. L'operazione dura circa 20 minuti. Dopo l'introduzione, la ferita addominale deve essere medicata con garza sterile fino a quando è guarita (circa una settimana). Il sondino è tenuto dentro lo stomaco per mezzo di un palloncino sulla sua estremità (che può essere sgonfiato per rimuovere il sondino).
Sonde per gastrostomia possono anche essere posizionate in procedure "open" attraverso un'incisione con visualizzazione diretta dello stomaco, come anche via laparoscopica. Le sonde sono adatte per uso a lungo termine: durano circa sei mesi, e possono essere sostituite attraverso un'apertura esistente senza una procedura endoscopica addizionale. La sonda gastrica è utile dove c'è difficoltà nella deglutizione a causa di disturbi neurologici od anatomici (ictus, atresia esofagea, fistola tracheoesofagea), e per evitare il rischio di aspirazione polmonite. È usata anche quando i pazienti sono malnutriti e non possono assumere abbastanza cibo per bocca per mantenere il loro peso. Possono essere anche impiegati al contrario per drenare il contenuto gastrico.

## Sonde per digiunostomia
Una sonda per digiunostomia è simile ad una sonda gastrica, sebbene di solito abbia una punta più appuntita e di diametro più piccolo, ed è inserita chirurgicamente nel digiuno anziché nello stomaco. Esse sono usate quando il tratto gastrointestinale deve essere aggirato completamente, e può essere utilizzato fino a 12 ore dopo l'operazione. Questo tipo di sonda è usato per le persone che hanno ulcere gastriche.
Queste sonde di piccolo calibro sono facili a ostruirsi, particolarmente con dei medicamenti e soprattutto se non lavate con acqua come prescritto. Il nutrimento somministrato attraverso queste sonde è costituito generalmente da preparati commerciali, per provvedere a una nutrizione adeguata e per evitare l'intasamento quando sono usate con una pompa per nutrizione o tramite un gocciolatore.

## Sospensione del trattamento
La nutrizione per sonda, come tutte le terapie mediche, può essere interrotta o sospesa, in specie nel trattamento di malati terminali dove il suo utilizzo non dovrebbe alterare l'esito ultimo. La sospensione di un'esistente sonda per nutrizione è considerato da alcuni una forma di eutanasia attiva, mentre il decidere di non impiegarne una può essere considerato un modo di evitare l'accanimento terapeutico.